# Estação Saint-Philippe du Roule
Saint-Philippe du Roule é uma estação da linha 9 do Metrô de Paris, localizada no 8.º arrondissement de Paris.

## Localização
A estação está situada na extremidade norte da avenue Franklin-D.-Roosevelt, ao sul da place Chassaigne-Goyon. Orientada ao longo de um eixo norte-sul, ela se intercala entre as estações Franklin D. Roosevelt e Miromesnil.

## História

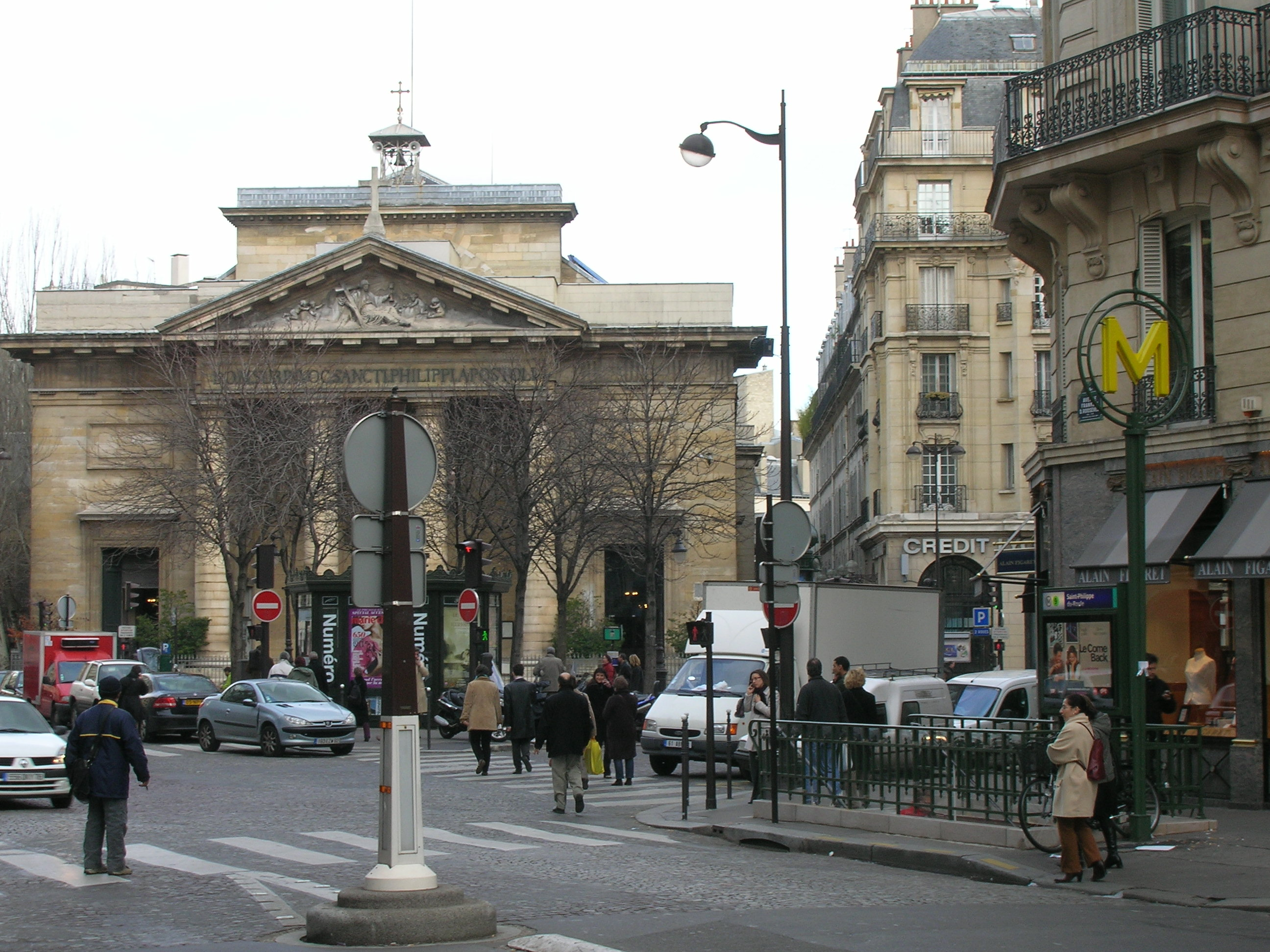
A saída da estação no lado leste da avenue Franklin D. Roosevelt (2 de março de 2007)

A estação foi aberta em 27 de maio de 1923 com a entrada em serviço da extensão da linha 9 de Trocadéro para Saint-Augustin.
Ela deve sua denominação à sua proximidade com a Igreja de Saint-Philippe-du-Roule, dedicada a um dos doze apóstolos que acompanhavam Jesus Cristo: são Filipe. A vila do Roule, que se tornou um faubourg em 1722, era uma pequena localidade chamada Romiliacum por Fredegário, Crioilum por Santo Elígio, e depois Rolus no século XII.
Em 2011, 2 813 350 passageiros entraram nesta estação. Em 2012, foram 2 856 240 passageiros e 2 833 206 passageiros em 2013, o que a coloca na 191ª posição das estações de metrô por sua frequência em 302.

## Serviços aos Passageiros

### Acessos
A estação possui três acessos implantados em ambos os lados da avenue Franklin-D.-Roosevelt (dos quais dois a oeste), ao sul da interseção com a rue La Boétie:
- O acesso 1 "rue La Boétie", constituído da escada fixa acrescentada de um mastro com um "M" amarelo inscrito em um círculo, levando à direita do n° 30 da avenida;
- O acesso 2 "avenue Franklin-D.-Roosevelt".

### Plataformas
Saint-Philippe-du-Roule é uma estação de configuração padrão: ela possui duas plataformas separadas pelas vias do metrô e a abóbada é elíptica. A decoração é de estilo "Andreu Motte" com duas rampas luminosas laranjas, bancos, tímpanos e saídas de corredores tratados com telhas laranjas planas bem como assentos "Motte" da mesma cor. Estas características são casadas com as telhas de cerâmicas brancas biseladas que recobrem os pés-direitos e a abóbada. Os quadros publicitários são em faiança da cor de mel e o nome da estação é também em faiança, no estilo da CMP de origem.
É uma das raras estações que ainda apresenta o estilo "Andreu-Motte" em sua totalidade.

### Intermodalidade
A estação é servida pelas linhas 28, 32, 52, 80, 83 e 93 da rede de ônibus RATP.

## Pontos turísticos
- Igreja de Saint-Philippe-du-Roule
- Rue du Faubourg-Saint-Honoré
- Embaixada do Canadá
- Museu Jacquemart-André